# IC 2910
IC 2910 је лентикуларна галаксија у сазвјежђу Пехар која се налази на листи објеката дубоког неба у Индекс каталогу.
Деклинација објекта је - 9° 43' 29" а ректасцензија 11h 31m 54,6s. Привидна величина (магнитуда) објекта IC 2910 износи 13,6 а фотографска магнитуда 14,5. IC 2910 је још познат и под ознакама MCG -1-30-1, NPM1G -09.0432, PGC 35557.